# Tottering Brook
Der Tottering Brook ist ein Wasserlauf in Lancashire, England. Er entsteht östlich von Hawkshaw Fold und fließt in östlicher Richtung, bis bei seinem Zusammentreffen mit dem Showley Brook und dem Zechariah Brook der Park Brook entsteht. 